# Luis Valenzuela Blanquier
Luis Enrique Valenzuela Blanquier (Santiago, 1920 - 25 de junio de 2011) fue un ingeniero civil especializado en minería, diplomático y político chileno. Entre 1975 y 1978 se desempeñó como ministro de Minería, bajo la dictadura militar del general Augusto Pinochet.
En 1960 —bajo la presidencia de Jorge Alessandri— asumió como gerente general de la Empresa Nacional de Minería (ENAMI), siendo el primero que ocupara ese cargo desde que fuera fusionada la Caja de Crédito y Fomento Minero (CACREMI) y la Empresa Nacional de Fundiciones (ENAF).
Durante el régimen militar de Pinochet, ejerció también como embajador de Chile en los Estados Unidos entre el 2 de mayo de 1984 y el 21 de octubre de 1988. Además, fue miembro del Instituto de Ingenieros de Minas de Chile.

## Familia
Es hijo del abogado Enrique Valenzuela Labatut y Elena Blanquier Teylletche. Se casó con Mónica Ossa Pretot, hija de Carlos Ossa Videlay (hijo a su vez del parlamentario Blas Ossa Ossa) y Virginia Pretot. Con su cónyuge tuvo tres hijos; Mónica del Carmen (profesora), Juan Carlos (técnico) y Felipe Pablo (técnico).